# Emin İmaməliyev
Emin İmaməliyev (Baku, 7 agosto 1980) è un ex calciatore azero, di ruolo centrocampista.

## Carriera

### Club
Ha giocato nella massima serie del proprio paese con varie squadre.

### Nazionale
Debutta nel 2000 con la nazionale azera.

## Palmarès

### Club

#### Competizioni nazionali
- Campionato azero: 2

FK Baku: 2005-2006
Inter Baku: 2007-2008
- Coppa dell'Azerbaigian: 2

Şəfa: 2000-2001
Qarabag: 2008-2009